# Guilt
Guilt (englisch für Schuld)  ist eine US-amerikanische Fernsehserie. Sie wurde vom Sender Freeform ab dem 13. Juni 2016 ausgestrahlt und wurde vom Fall um Amanda Knox bzw. dem Mordfall Meredith Kercher inspiriert. Die Serie wurde nach nur einer Staffel eingestellt. Im deutschsprachigen Raum ist die Serie seit dem 18. April 2017 beim Video-on-Demand-Anbieter Netflix abrufbar.

## Inhalt
Grace Atwood ist eine amerikanische Studentin in London, deren Mitbewohnerin Molly Ryan ermordet wird. Als die Leute anfangen, sie zu verdächtigen, fangen sie an, sie zu beschuldigen und sie wird die Hauptverdächtige des Verbrechens. Graces Schwester, Natalie, steht um jeden Preis zu ihrer Schwester, weiß aber nicht, ob sie glauben soll, was Grace sagt. Während die Londoner Polizei den Mord untersucht, verbringen Mitglieder des High-End-Sexclubs Courtenay weiterhin ihre expliziten und geheimen Abende mit Prostituierten, weshalb es viele gibt, die verdächtigt werden, Molly ermordet zu haben.

## Besetzung und Synchronisation
Die Serie wurde bei der SDI Media Germany in Berlin vertont. Andreas Müller schrieb zusammen mit Anja Nestler die Dialogbücher und führte die Dialogregie.
| Rolle                   | Schauspieler      | Synchronsprecher    |
| ----------------------- | ----------------- | ------------------- |
| Grace Atwood            | Daisy Head        | Yvonne Greitzke     |
| Natalie Atwood          | Emily Tremaine    | Antje von der Ahe   |
| Detective Sergeant Alex | Cristian Solimeno | Felix Spieß         |
| Gwendolyn „Gwen“ Hall   | Naomi Ryan        | Maja Maneiro        |
| Roz Walters             | Simona Brown      | Anne Düe            |
| Luc Pascal              | Zachary Fall      | Michael Pink        |
| Patrick Ryan            | Kevin Ryan        | Gerrit Hamann       |
| Prince Theo             | Sam Cassidy       | Tino Mewes          |
| Stan Gutterie           | Billy Zane        | Charles Rettinghaus |

## Veröffentlichung im deutschsprachigen Raum
Sony Pictures Home Entertainment veröffentlichte die erste und einzige Staffel der Serie am 3. März 2018 auf DVD und Blu-ray.